# Scanner Access Now Easy
Scanner Access Now Easy (SANE; em português, acesso ao scanner agora mais fácil) é uma interface de programação de aplicativos (API) que fornece acesso padronizado para qualquer hardware digitalizador de imagens raster (scanner de mesa, scanner de mão, vídeo e fotográficas, capturadores de quadros, etc.).
A API SANE é de domínio público; e a sua discussão e desenvolvimento é aberta a todos. É comumente utilizada em Linux.